# Loving the Alien
Loving the Alien è un brano musicale scritto ed interpretato dal musicista rock britannico David Bowie, incluso nell'album Tonight del 1984.

## Il brano
Una delle uniche due canzoni del disco composta unicamente da Bowie, la traccia venne sorprendentemente pubblicata su singolo molto in ritardo rispetto all'uscita dell'LP (ben nove mesi dopo il primo 45 giri Blue Jean, e otto mesi dopo l'album); si è detto perché Bowie lesse una recensione dove veniva affermato che sarebbe stata un ottimo singolo.
Il brano fu remixato per la versione su singolo e pubblicato nel maggio 1985. Considerandone l'uscita tardiva, Loving the Alien si aggiudicò una dignitosa diciannovesima posizione in classifica nel Regno Unito.
La canzone venne eseguita durante il seguente Glass Spider Tour. Bowie avrebbe successivamente riflettuto che la produzione del brano era inferiore alla potenza del testo, ammettendo che la versione preliminare demo era molto meglio della versione finita. Nel corso del Reality Tour del 2003 e 2004, l'artista eseguì nuovamente la canzone, ma questa volta in un arrangiamento acustico più scarno e meno "anni ottanta", con i soli Bowie alla voce solista e Gerry Leonard alla chitarra.

### Composizione
Loving the Alien nacque come semplice nastro demo in Svizzera prima delle sessioni per l'album Tonight. Conosciuta con il nome di "Demo No. 1", questa fu la versione di partenza sulla quale la band iniziò a lavorare in studio. Bowie realizzò ben presto che la traccia era uno dei brani potenzialmente più forti tra quelli previsti per il nuovo disco in uscita. Quindi rimase alquanto deluso dalla versione poi inclusa in Tonight, la cui produzione non lo convinceva del tutto. Sul disco il brano sembra un remake in down-tempo di Let's Dance, con una linea di basso pressoché identica, ed uno scialbo assolo di chitarra che sembra un outtake del lavoro svolto da Stevie Ray Vaughan per l'album precedente.
Bowie disse di aver scritto la canzone in un momento nel quale provava un forte sentimento di rabbia verso le religioni costituite. Egli aveva iniziato a portare al collo un crocefisso d'argento sin dai tempi del suo caotico periodo trascorso a Los Angeles alla metà degli anni settanta, iniziando a credere che la croce potesse avere qualche effetto benefico su di lui non come simbolo religioso (Bowie non è mai stato religioso in senso convenzionale) ma come semplice portafortuna, un tangibile amuleto di magia bianca. Riflettendo su questo concetto, iniziò ad elaborare una vaga teoria sulla religione, e cioè che la maggior parte di esse, dal Cristianesimo all'Islam, fossero state fondate su una serie di traduzioni errate e avvenimenti storici fasulli o fraintesi nel corso dei secoli.
(David Bowie)

## Video
L'elaborato videoclip per il brano, che mostra un miscuglio di immagini surreali (la backing band che spunta fuori da un dipinto di Giorgio de Chirico) e cliché anni ottanta (l'abito di Bowie e la danza di Rick Astley), venne co-diretto da Bowie insieme a David Mallet. La versione originale non censurata del video, dove viene mostrato Bowie che perde sangue dal naso, apparve nell'EP Day-In Day-Out Video EP pubblicato nel 1987.

## Tracce singolo
7" - EMI America / EA 195 / EAP 195 (UK)
1. Loving the Alien (Re-mixed version) (Bowie)  – 4:43
2. Don't Look Down (Re-mixed version) (Pop, Williamson) – 4:04

12" - EMI America SEAV-7860 / 12EA 195 / 12EAP 195 (UK)
1. Loving the Alien (Extended Dance Mix) (Bowie)  – 7:27
2. Don't Look Down (Extended Dance Mix) (Pop, Williamson) – 4:50
3. Loving the Alien (Extended Dub Mix) (Bowie)  – 7:14

Download - EMI / iEA 195 (UK) (2007)
1. Loving the Alien (Re-mixed version) (Bowie)  – 4:43
2. Don't Look Down (Re-mixed version) (Pop, Williamson) – 4:04
3. Loving the Alien (Extended Dance Mix) (Bowie)  – 7:27
4. Loving the Alien (Extended Dub Mix) (Bowie)  – 7:14
5. Don't Look Down (Extended Dance Mix) (Pop, Williamson) – 4:50

## Classifica
| Classifica (1985)                    | Posizione |
| ------------------------------------ | --------- |
| UK Singles Chart                     | 19        |
| Irish Singles Chart                  | 9         |
| Australian Kent Report Singles Chart | 65        |
| German Singles Chart                 | 27        |

## Formazione
- David Bowie: voce
- Tina Turner: voce
- Carlos Alomar: chitarra
- Derek Bramble: basso, sintetizzatore
- Carmine Rojas: basso
- Sam Figueroa: percussioni
- Omar Hakim: batteria
- Guy St Onge: marimba

## The Scumfrog vs Bowie
Nel 2002 il produttore discografico tedesco The Scumfrog realizzò un remix della canzone e la pubblicò come singolo insieme ad una versione rielaborata del video originale del brano.

### Tracce singolo
1. Loving the Alien (Radio edit) - 3:20
2. Loving the Alien (Original Club mix) - 8:23
3. 8 Days, 7 Hours (by Scumfrog) - 7:43
4. Loving the Alien (video)

## Cover
- Iva Davies & Icehouse - The Berlin Tapes (1995), inclusa inoltre in Diamond Gods: Interpretations of Bowie (2001)
- The Rockridge Synthesiser Orchestra - Plays David Bowie Classic Trax
- The Nine - Diamond Gods: Interpretations of Bowie (2001)
- Heartbreak - Life Beyond Mars (2008)
- Docker's Guild - The Mystic Technocracy - Season 1: The Age of Ignorance (2012)